# Transposición de Hayashi
La transposición de Hayashi es una reacción orgánica que consiste en la migración de un grupo arilo de un ácido orto-benzoilbenzoico para dar como producto otro ácido orto-benzoilbenzoico con los grupos arilo e hidroxilo intercambiados en presencia de ácido sulfúrico o pentóxido de fósforo.
Esta reacción se produce a través de un ataque electrofílico del ion acilio con un espirocompuesto como intermediario.